# Barsalloch Fort

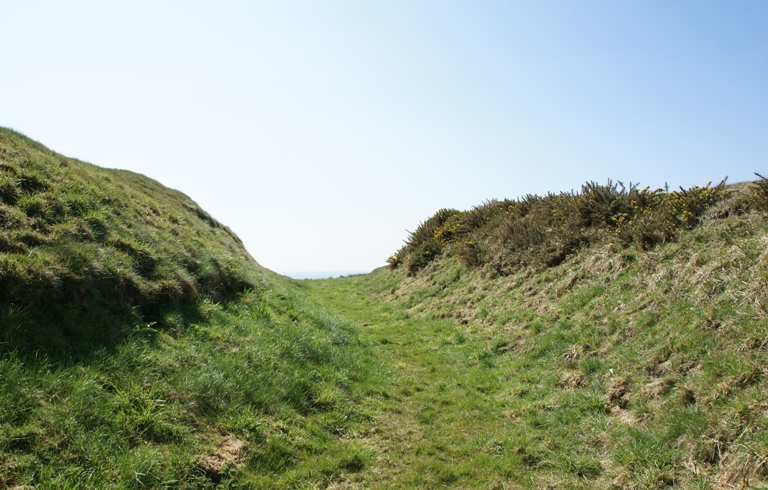
Barsalloch Fort – der Zugang

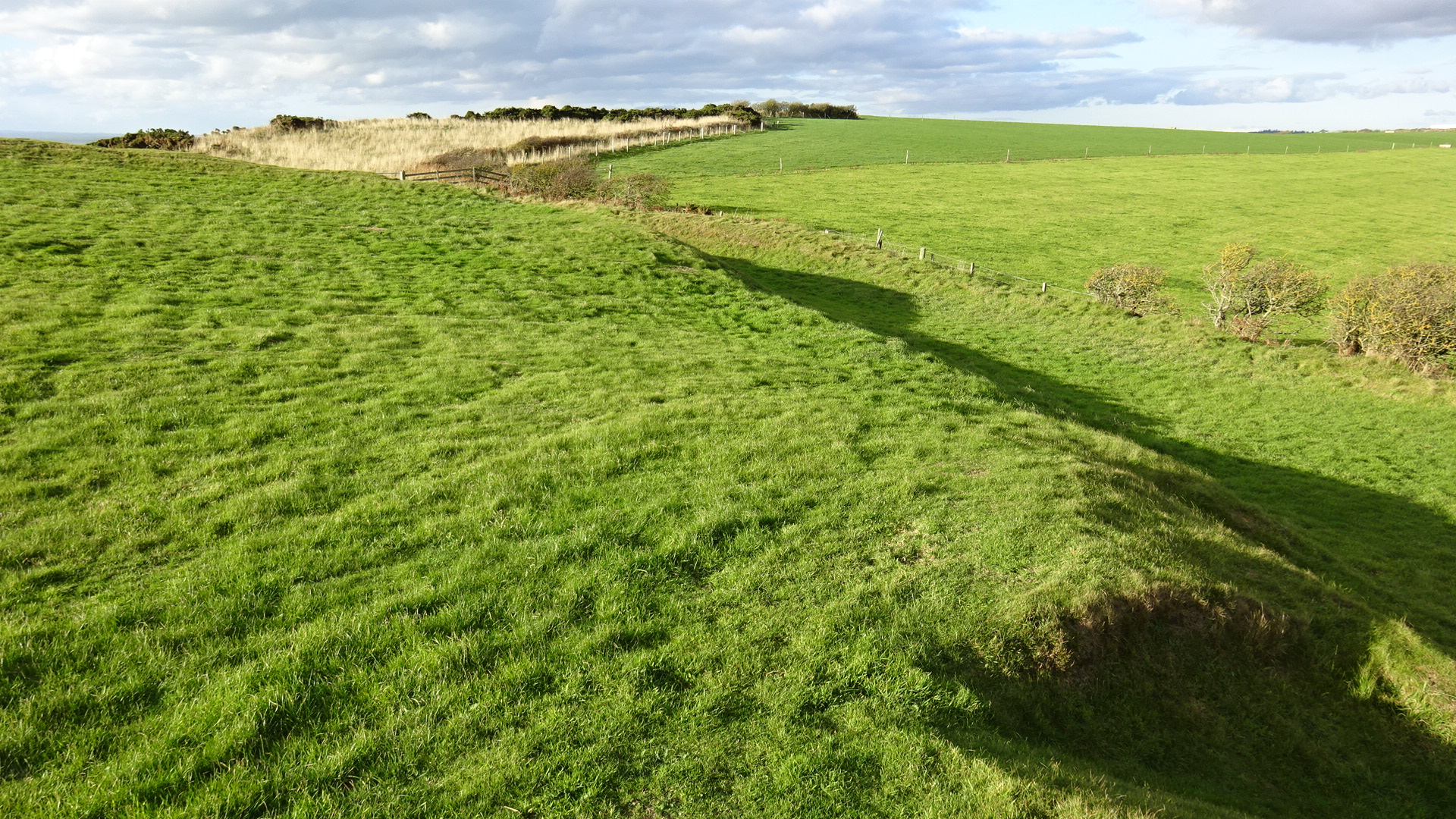
Barsalloch Fort – der Graben

Barsalloch Fort (auch Barsalloch Point) ist eine Einfriedung 1000 m westlich des Dorfes Monreith, auf einer Huk  in der Grafschaft Dumfries and Galloway in Schottland.
Eine Klippe stellt die ideale Position für die vermutlich in den letzten Jahrhunderten v. Chr. (Eisenzeit) errichtete kleine D-förmige Einhegung dar. Sie liegt mit ihrer runden Rückseite gegen den Hang. Ihr Zugang liegt auf der geraden Seeseite. Die Einhegung besteht aus einem 10 m breiten und 3,5 m tiefen Graben, mit Wällen auf der Innen- und Außenseite. Der Innenraum hat eine Fläche von etwa 1000 m². Da keine Ausgrabung erfolgt und von internen Gebäuden nichts bekannt ist, ist die Funktion offen.
Die Ostseite der 10 km breiten Luce Bay ist ein Beispiel dafür, wie sich die Küstenlinie seit der Frühzeit veränderte. Entlang des alten Strandes wurden Spuren der frühen Jäger und Sammler gefunden.